# 承德技师学院
承德技师学院，又名承德工业学校，位于河北省承德市双桥区大石庙镇。学校占地281亩，建筑面积12.4万平米，现有全日制在校生7000余人。

## 历史沿革
学校始建于1958年，承德市技工学校，校址在承德市佟山广电路98号。
1997年8月，经省政府批准建立承德工业学校。
2003年4月，承德技工学校经劳社部函[2000]73号批准晋升为承德高级技工学校。
2004年9月，经省劳动厅[2004]246号文件批准，在承德高级技工学校、承德工业学校上加挂承德技师学院牌子。
2016年11月8日，津冀协作和对口帮扶承德市第一次联席会议在承德召开，天津市与承德市签署了《关于对口支援建设高等职业院校框架协议》，天津中德应用技术大学承德分校项目将依托承德技师学院建设。
2018年5月，承德应用技术职业学院(原天津中德应用技术大学承德分校)正式成立。
2019年9月，承德应用技术职业学院首批300名学生开始入校学习。
2021年，学校更名为承德应用技术职业学院中专部，但学校官网仍保留原名承德技师学院

## 系部设置
学校下属六个系部
- 电气工程技术系[5]
- 学前教育系[6]
- 现代装备制造系[7]
- 汽车工程技术系[8]
- 经济管理与现代服务系[9]
- 建筑工程与艺术设计系[10]

## 负面事件
2013年10月14日13时40分，承德技师学院发生一起学生斗殴事件，4人被刑拘。此案因两女生打架，一女生劝架时被挠伤，被挠女生男友尹某与挠人女生男友王某各纠集10余人在校图书馆后侧斗殴，致1死9伤。